# ایهود اولمرت
ایهود اولمرت (به عبری: אהוד אולמרט) زادهٔ ۳۰ سپتامبر ۱۹۴۵) دوازدهمین نخست‌وزیر اسرائیل از سال ۲۰۰۶ تا ۲۰۰۹ میلادی است. وی از ماه ژانویهٔ ۲۰۰۶ و در پی مرگ مغزی آریل شارون نخست‌وزیر اسرائیل شد. وی همچنین شهردار سابق اورشلیم است.
در اواخر اکتبر ۲۰۰۷ ایهود المرت در یک کنفرانس مطبوعاتی اعلام کرد که دچار بیماری سرطان پروستات شده‌است. ولی وی با بیماری مبارزه خواهد کرد و بیماری خللی در انجام وظایف وی به‌عنوان نخست‌وزیر اسرائیل وارد نخواهد کرد.
او یکی از اعضای حزب سیاسی کادیماست. در ۳۰ ژوئیهٔ ۲۰۰۸ اولمرت اعلام کرد که در انتخابات رهبری سپتامبر ۲۰۰۸ حزبش شرکت نخواهد کرد و از آن به بعد از مقام خود در پست نخست‌وزیری استعفا خواهد کرد.

## حمله به لبنان و جنگ با حزب‌الله
کمیسیون وینوگراد در گزارش نهایی خود اولمرت را مسئول اصلی شکست جنگ معرفی و در مورد عملکرد وی این‌گونه نتیجه‌گیری کرد: اولمرت در جنگ ۳۳ روزه نقش یک رهبر منفعل تحت نفوذ ارتش اسرائیل را ایفا کرد و مسئولیت ادارهٔ جنگ را به ارتش واگذار کرد درحالی‌که طبق قانون مسئولیت ادارهٔ جنگ بر عهدهٔ شخص نخست‌وزیر بود.

## اعتراف ایهود اولمرت به داشتن سلاح هسته‌ای
ایهود اولمرت در سال ۲۰۰۶، زمانی که نخست‌وزیر اسرائیل بود طی گفت‌وگویی با شبکهٔ آلمانی ست-وان و درحالی‌که در مورد برنامهٔ هسته‌ای ایران سخن می‌گفت به‌طور تلویحی به مسلح بودن اسرائیل به سلاح هسته‌ای اعتراف کرد. اظهارات وی با انتقاد سیاستمداران اسرائیلی روبه‌رو شد.

## مواضع ایهود اولمرت دربارهٔ محمود احمدی‌نژاد

اولمرت و اردوغان رئیس‌جمهور ترکیه، دسامبر ۲۰۰۸‏

در مصاحبه با روزنامهٔ آلمانی زبان بیلت، ایهود اولمرت، محمود احمدی‌نژاد را یک «بیمار روانی» خواند و گفت: 
 «او یک بیمار روانی و از بدترین نوع آن است». وی سپس محمود احمدی‌نژاد را با آدولف هیتلر مقایسه کرد و اضافه کرد: «او همانند هیتلر سخن می‌گوید، در هنگامی که ملت یهود را ریشه‌کن می‌کرد»

## مواضع اولمرت دربارهٔ برنامهٔ هسته‌ای ایران

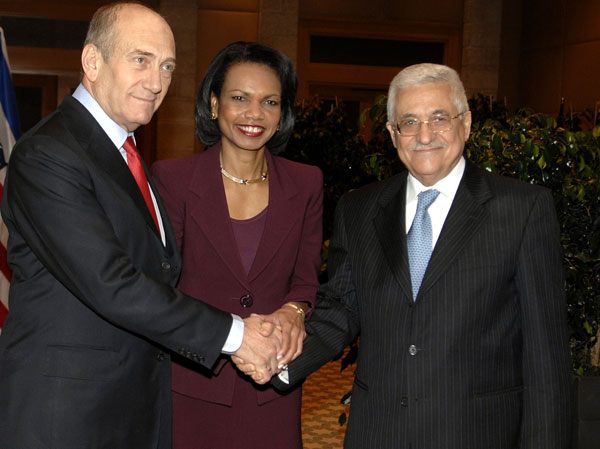
محمود عباس رئیس‌جمهور فلسطین، کاندولیزا رایس وزیر امور خارجه ایالات متحده و اولمرت، فوریه ۲۰۰۷‏

در ماه مه ۲۰۰۶ اولمرت ادعا کرد که ایران تنها چند ماه تا ساخت بمب اتمی فاصله دارد.

## موضع اولمرت دربارهٔ جمهوری اسلامی
در مصاحبه‌ای در ۲۶ مه ۲۰۰۶ با سی‌ان‌ان اولمرت گفت که اسرائیل و جهان غرب نمی‌تواند حکومتی که طبیعت تمامیت‌خواه اسلامی داشته باشد را تحمل کند.

## انتقاد شدید اولمرت دربارهٔ دولت بنیامین نتانیاهو و جنگ در غزه

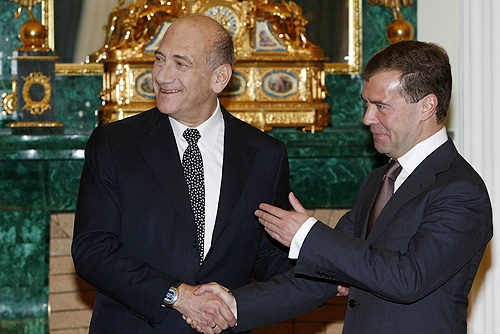
اولمرت و مدودف رئیس‌جمهور روسیه، اکتبر ۲۰۰۸‏

اولمرت در مصاحبه با کریستین امانپور اعلام کرد که غزه بخشی از اسرائیل نیست و هرگز بخشی از اسرائیل نبوده و نباید بخشی از اسرائیل باشد. باید بخشی از کشور فلسطین باشد... بنابراین ما در هیچ موقعیتی نیستیم که مردم ساکن در غزه را از محل زندگی شان اخراج کنیم. اما بنیامین نتانیاهو و همکارانش می خواهند این کار را انجام دهند و غزه و حتی کرانه باختری را ضمیمه اسرائیل کنند... دشمن واقعی ما نه ایران، که البته دشمن است. نه حزب الله، که البته دشمن است؛ و نه حماس که البته دشمن است؛ بلکه دشمن واقعی در داخل اسرائیل است. گروه های افراطی، ئیوانه و مسیحائیک اسرانیل هستند که فکر می کنند می توانند فلسطینی ها را از سرزمین های اشغالی اخراج کنند. من علیه آنها می جنگم و علیه آنها مبارزه می کنم و معتقدم که این وظیفه دولت اسرائیل و نتانیاهو است و متأسفانه نتانیاهو به شدت به آنها از نظر سیاسی وابسته است، در حدی که چشمان خود را می بندد و به آنها اجازه می دهد کارهایی انجام دهند که کاملا غیرقابل تجمد و غیرقابل قبول است.

## محکومیت
یک دادگاه اسرائیلی ایهود اولمرت نخست‌وزیر اسبق این کشور را به علت دست داشتن در پرونده‌های فساد به ۶ سال حبس محکوم کرده‌است.